# Джулиано-ди-Рома
Джулиано-ди-Рома (итал. Giuliano di Roma) — коммуна в Италии, располагается в регионе Лацио, подчиняется административному центру Фрозиноне.
Население составляет 2216 человек, плотность населения составляет 67 чел./км². Занимает площадь 33 км². Почтовый индекс — 03020. Телефонный код — 0775.
Покровителем коммуны почитается священномученик Власий Севастийский, празднование в последнее воскресение августа.

## Известные жители и уроженцы
- Мария Катерина Трояни (1813—1887) — католическая блаженная.